# All-Ireland League (rugby)
La All Ireland League llamada Energia All Ireland League por motivos de patrocinio, es un torneo organizado por la Unión de Rugby Fútbol de Irlanda que agrupa a los mejores equipos de la Isla de Irlanda es decir la República de Irlanda e Irlanda del Norte.

## Historia
En 1990 Irlanda no contaba con una liga de clubes, solo se contaba con un torneo provincial (Interprovincial Championship), entonces se crea un sistema de ligas de clubes para mejorar la competencia en la isla, en dicho año se crea la División 1 con nueve clubes y la segunda división con diez equipos, posteriormente en 1993 se crearía la tercera división.

## Formato

### Playoff
Los diez equipos juegan una temporada regular en donde se enfrentan todos contra todos en partidos de ida y vuelta, luego los mejores cuatro equipos clasifican a semifinales en la búsqueda por el campeonato.
La final se disputa a partido único.

### Promoción y descenso
El último clasificado en la temporada regular desciende directamente a la segunda división, mientras que el noveno lugar disputa una promoción frente al subcampeón de la segunda división.

## Campeones
| Edición | Edición | Campeón           |
| ------- | ------- | ----------------- |
| 1       | 1990-91 | Cork Constitution |
| 2       | 1991-92 | Garryowen         |
| 3       | 1992-93 | Young Munster     |
| 4       | 1993-94 | Garryowen         |
| 5       | 1994-95 | Shannon           |
| 6       | 1995-96 | Shannon           |
| 7       | 1996-97 | Shannon           |
| 8       | 1997-98 | Shannon           |
| 9       | 1998-99 | Cork Constitution |
| 10      | 1999-00 | St Mary's College |
| 11      | 2000-01 | Dungannon         |
| 12      | 2001-02 | Shannon           |
| 13      | 2002-03 | Ballymena         |

| Edición | Edición | Campeón           |
| ------- | ------- | ----------------- |
| 14      | 2003-04 | Shannon           |
| 15      | 2004-05 | Shannon           |
| 16      | 2005-06 | Shannon           |
| 17      | 2006-07 | Garryowen         |
| 18      | 2007-08 | Cork Constitution |
| 19      | 2008-09 | Shannon           |
| 20      | 2009-10 | Cork Constitution |
| 21      | 2010-11 | Old Belvedere     |
| 22      | 2011-12 | St Mary's College |
| 23      | 2012-13 | Lansdowne         |
| 24      | 2013-14 | Clontarf RFC      |
| 25      | 2014-15 | Lansdowne         |
| 26      | 2015-16 | Clontarf RFC      |

| Edición | Edición | Campeón                |
| ------- | ------- | ---------------------- |
| 27      | 2016-17 | Cork Constitution      |
| 28      | 2017-18 | Lansdowne              |
| 29      | 2018-19 | Cork Constitution      |
| 30      | 2019-20 | Cancelado por COVID-19 |
| 31      | 2021-22 | Clontarf RFC           |
| 32      | 2022-23 | Terenure College RFC   |
| 33      | 2023-24 | Cork Constitution      |
| 34      | 2024-25 | Clontarf RFC           |
| 35      | 2025-26 | A disputarse           |

## Palmarés
| Equipo               | Campeonatos | Títulos                                                                         |
| -------------------- | ----------- | ------------------------------------------------------------------------------- |
| Shannon              | 9           | 1994–95, 1995–96, 1996–97, 1997–98, 2001–02, 2003–04, 2004–05, 2005–06, 2008–09 |
| Cork Constitution    | 7           | 1990–91, 1998–99, 2007–08, 2009–10, 2016–17, 2018–19, 2023-24                   |
| Clontarf RFC         | 4           | 2013–14, 2015–16, 2021-22, 2024-25                                              |
| Garryowen            | 3           | 1991–92, 1993–94, 2006–07                                                       |
| Lansdowne            | 3           | 2012–13, 2014–15, 2017–18                                                       |
| St Mary's College    | 2           | 1999–2000, 2011–12                                                              |
| Old Belvedere        | 1           | 2010–11                                                                         |
| Young Munster        | 1           | 1992–93                                                                         |
| Ballymena            | 1           | 2002–03                                                                         |
| Dungannon            | 1           | 2000–01                                                                         |
| Terenure College RFC | 1           | 2022–23                                                                         |